# Chiropodomys gliroides
Chiropodomys gliroides es una especie de roedor de la familia Muridae.

## Distribución geográfica
Se encuentra en China, India, Indonesia, Laos, Malasia, Birmania, Tailandia, y Vietnam. 